# 탑티머니
탑티머니(Topcash)는 센스패스사의 교통카드브랜드로 경상북도 안동시, 경상남도 통영시·거제시의 교통카드였다.

## 역사
2002년 4월, (주)탑캐시는 제주도 서귀포시, 경상북도 안동시, 경상남도 통영·거제시에 도입하였으나 2005년 8월, (주)탑캐시는 탑티머니라는 브랜드로 경상북도 안동시와 경상남도 통영시를 시작으로 시내버스 교통카드제를 실시하였다. 경상북도 포항시와 제주특별자치도에서도 탑티머니를 교통카드로 도입하여 사용하였으며, 이후 포항시와 제주특별자치도는 티머니의 사업자인 (주)한국스마트카드와 계약하여 탑티머니의 주 사용 지역에서 빠지게 되었다.
(주)한국스마트카드와의 호환 협정으로 서울특별시에서 호환 사용을 시작하였으며, 수도권 전철,서울 지하철,인천 도시철도 전 구간에서 사용할 수 있게 되었다.
2012년 1월 1일, 회사명을 "탑캐시(주)"에서 "(주)센스패스" 로 변경하고, 브랜드 이름을 "센스패스"로 바꾸었다. 이와 더불어 다른 지역의 시외버스 운송사업조합이 (주)이비카드의 교통카드 시스템을 도입하나, 경상남도 버스운송사업조합에서는 시외버스 교통카드 결제 시스템으로 탑티머니가 아닌 새로운 One pass, All card 규격 교통카드인 센스패스를 도입하였다. 기존 탑티머니를 병행 발행하고 있으며, 이 두 카드는 별도의 카드로 취급한다. 2012년 8월 20일, (주)한국스마트카드와 상호 호환 협정이 체결되어 경상북도 문경시·상주시·영주시·예천군의 버스와 의정부 경전철에서 탑티머니를 사용할 수 있게 되었다.
2014년 11월 1일, 센스패스는 안동시·거제시·통영시에서 사용 중인 탑티머니 사업을 한국스마트카드로 모두 이관하였다. 이에 따라 안동시는 시내버스 교통카드 사업자가 한국스마트카드로 변경되었고, 거제시·통영시의 주 교통카드는 센스패스로 변경되었다. 이에 따라 중앙-중부내륙 연선의 경상북도 북부 지역은 완전히 티머니 사용 지역으로 통일되었으며, 탑티머니는 2015년에 완전히 단종되었다.

## 발급 및 충전

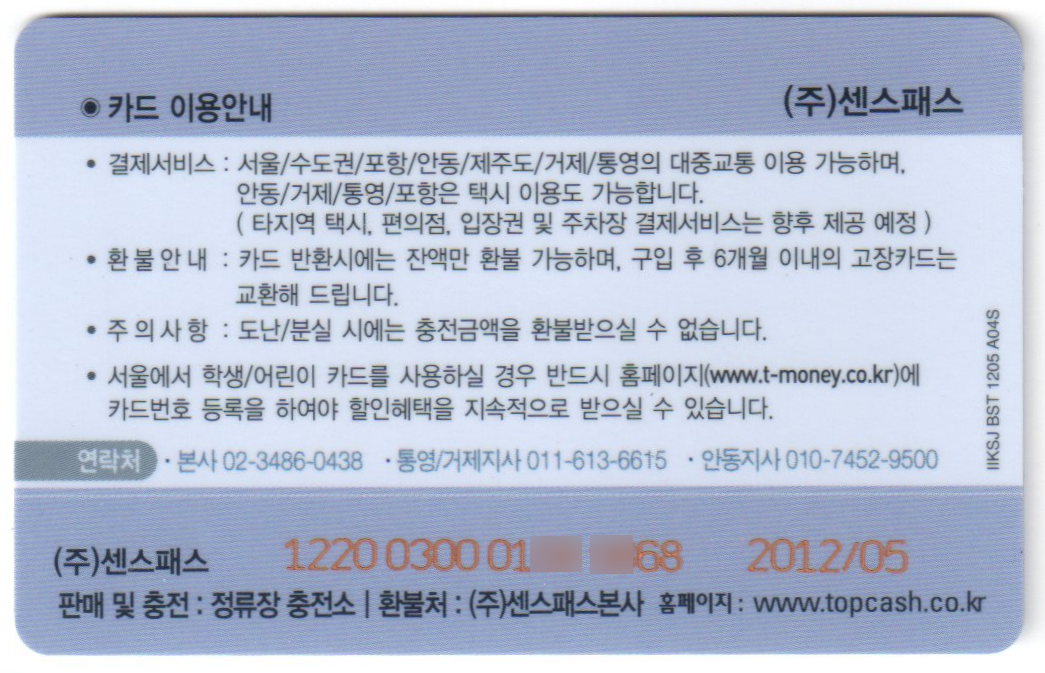
탑티머니 일반용 뒷면

안동, 통영, 거제시의 시내 지정 판매처에서 구입과 충전이 가능하다. ISO 표준 카드형 교통카드가 기본이며, 액세서리형 카드 역시 구입이 가능하다. 카드형 교통카드는 안동시에서 3,000원에, 통영시와 거제시에서 5,000원에 판매하며, 액세서리형 카드는 6,000원에 판매한다.

## 사용처
- 버스 : 안동, 거제, 통영, 고성, 남해, 산청, 창녕, 하동, 함양, 합천, 거창[출처 필요], 포항, 제주, 영주, 예천, 문경, 상주, 서울
- 시외버스 : 위 지방자치단체(경남)의 시외버스(이비카드 시스템을 사용하는 경남고속은 제외)